# Isarsteg Nord
Der Isarsteg Nord ist ein 2015 eröffneter Steg für Fußgänger und Radfahrer über die Isar in Freising.
Eine Verbindung an dieser Stelle wurde 1998 in den Flächennutzungsplan aufgenommen. Der Steg schafft eine Verbindung zwischen dem Stadtteil Lerchenfeld und der Freisinger Altstadt, Neustift und der Luitpoldanlage. Spatenstich für die Brücke war am 25. September 2014. Exakt ein Jahr später wurde der Steg von Oberbürgermeister Tobias Eschenbacher, Staatsminister Helmut Brunner und dem Architekten Christoph Mayr eröffnet. Der Bau wurde mit 756.000 Euro aus dem LEADER Förderprogramm der Europäischen Union unterstützt.

## Konstruktion
Der Steg beginnt am Nordufer der Isar am Hochwasserdeich, führt zuerst etwa 50 m, mit zwei leichten Knicken, durch den Auwald und überquert dann den Uferweg. Dieser ist über eine Treppe erreichbar. Die Hauptöffnung über dem Fluss misst etwa 58 m. Am Südufer knickt die Brücke nach Westen und senkt sich auf einer Länge von etwa 55 m zum Uferweg hin ab. Vom Knick aus führt eine Treppe direkt zum Uferweg.
Die Brücke ist ein Stahlverbundtragwerk mit einer konstanten Konstruktionshöhe von 1,2 m. Sie besteht aus einem im Querschnitt veränderlichen, dreiecksförmigen, luft- und wasserdicht verschweißten Stahlhohlkasten, auf dem eine 15 cm dicke und 3 m breite Deckplatte aus Stahlbeton liegt. Für die Konstruktion wurde Wetterfester Baustahl verwendet.

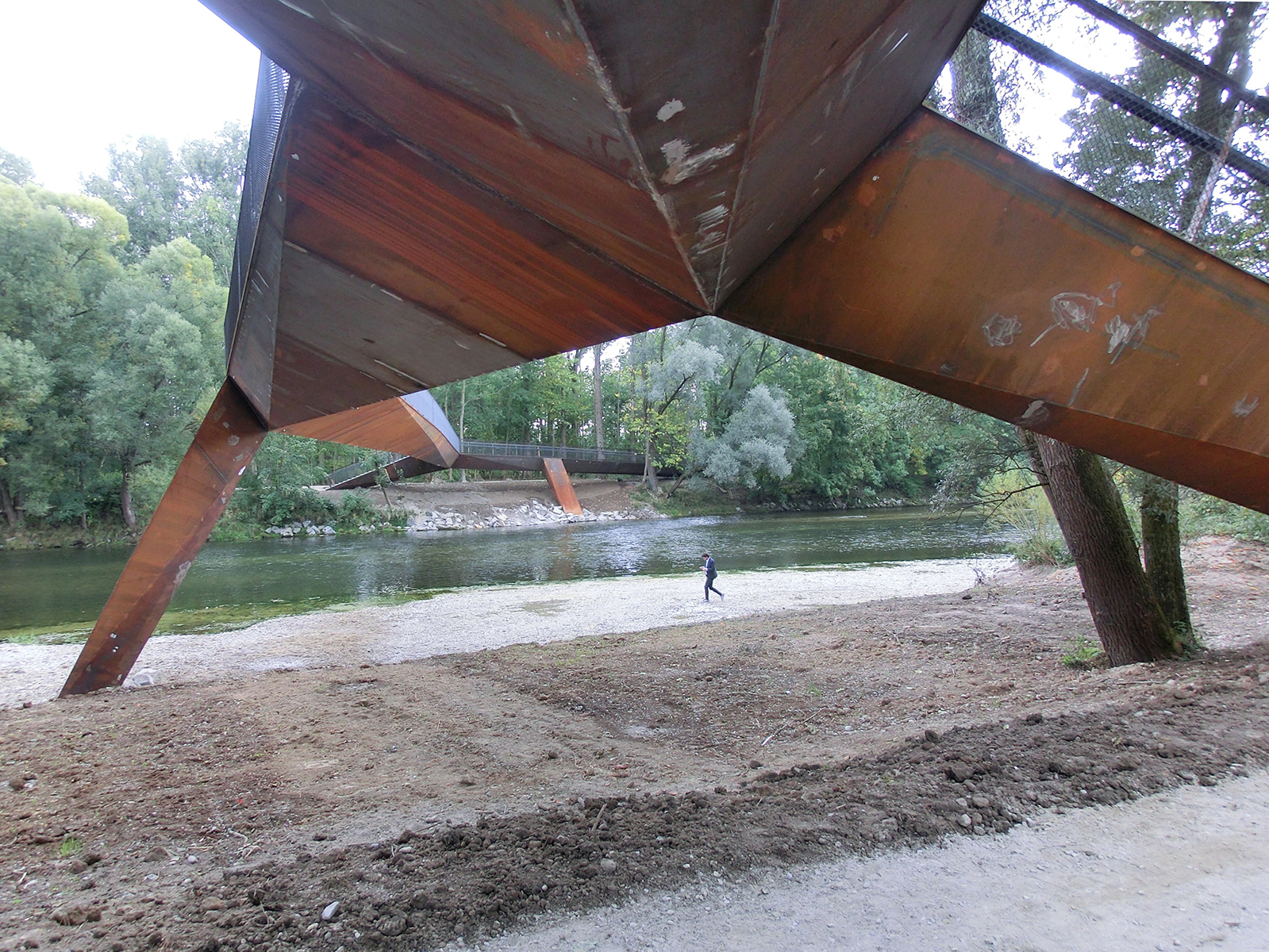
unter dem Steg
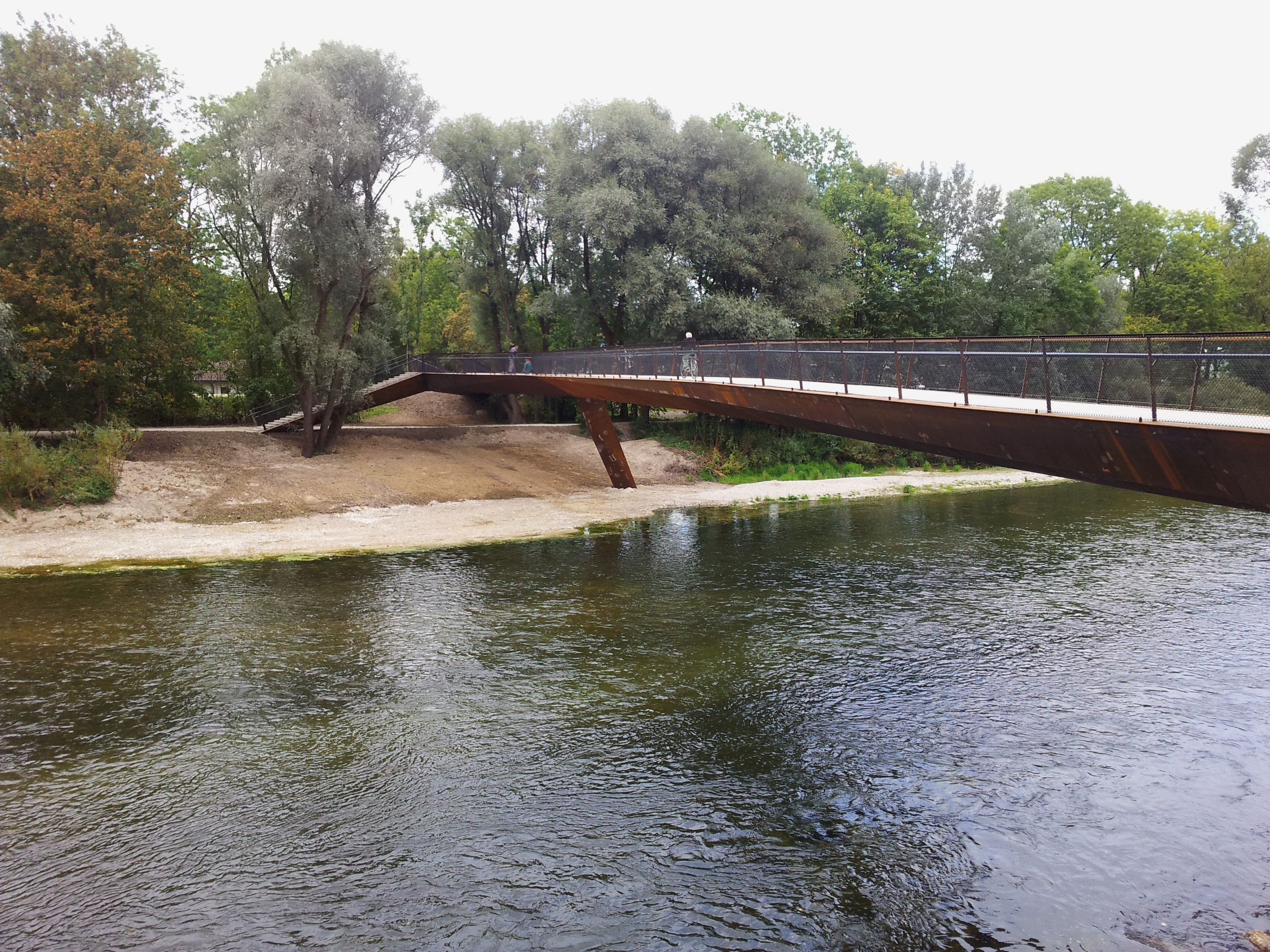
von Süden
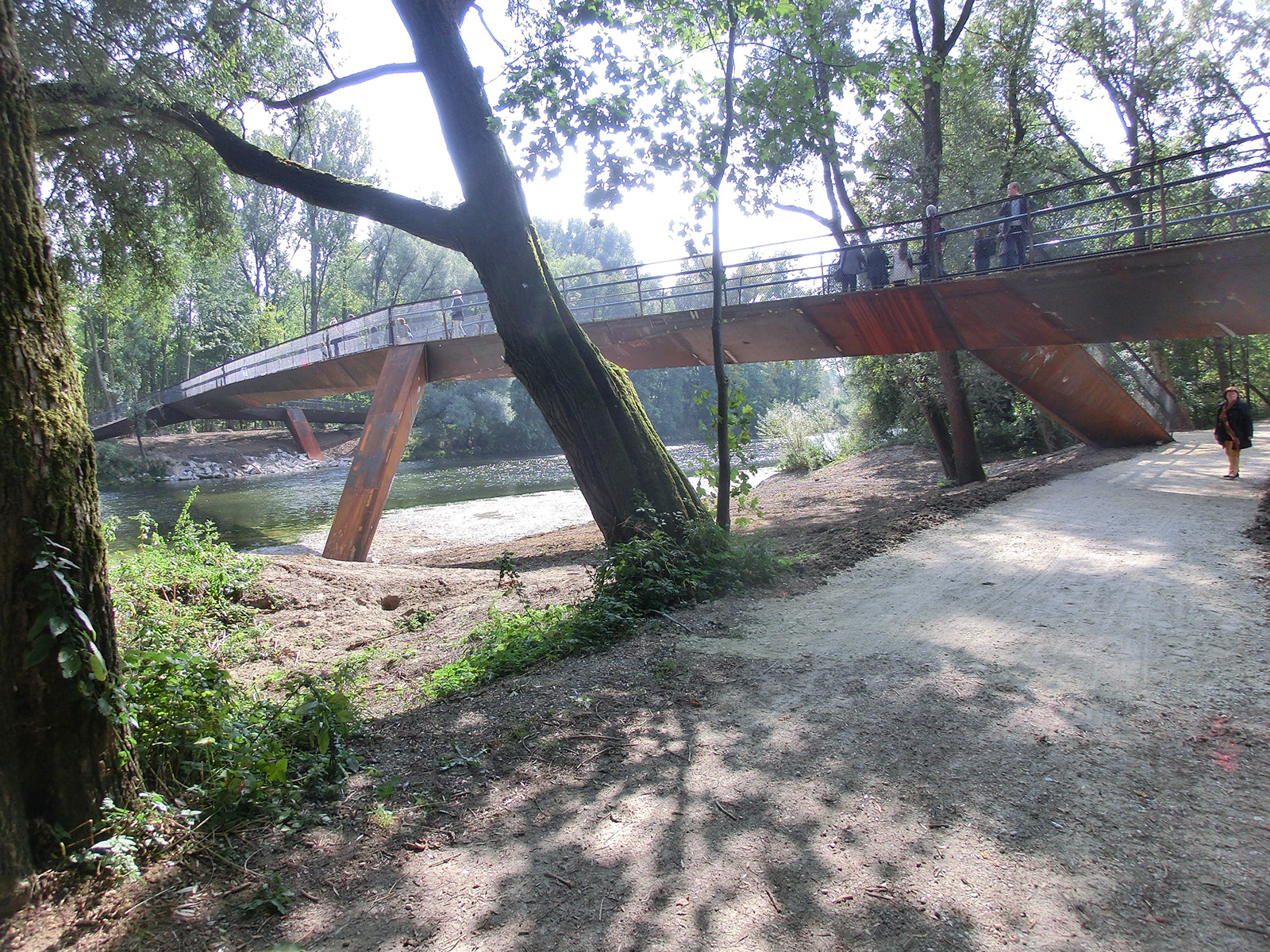
von Norden
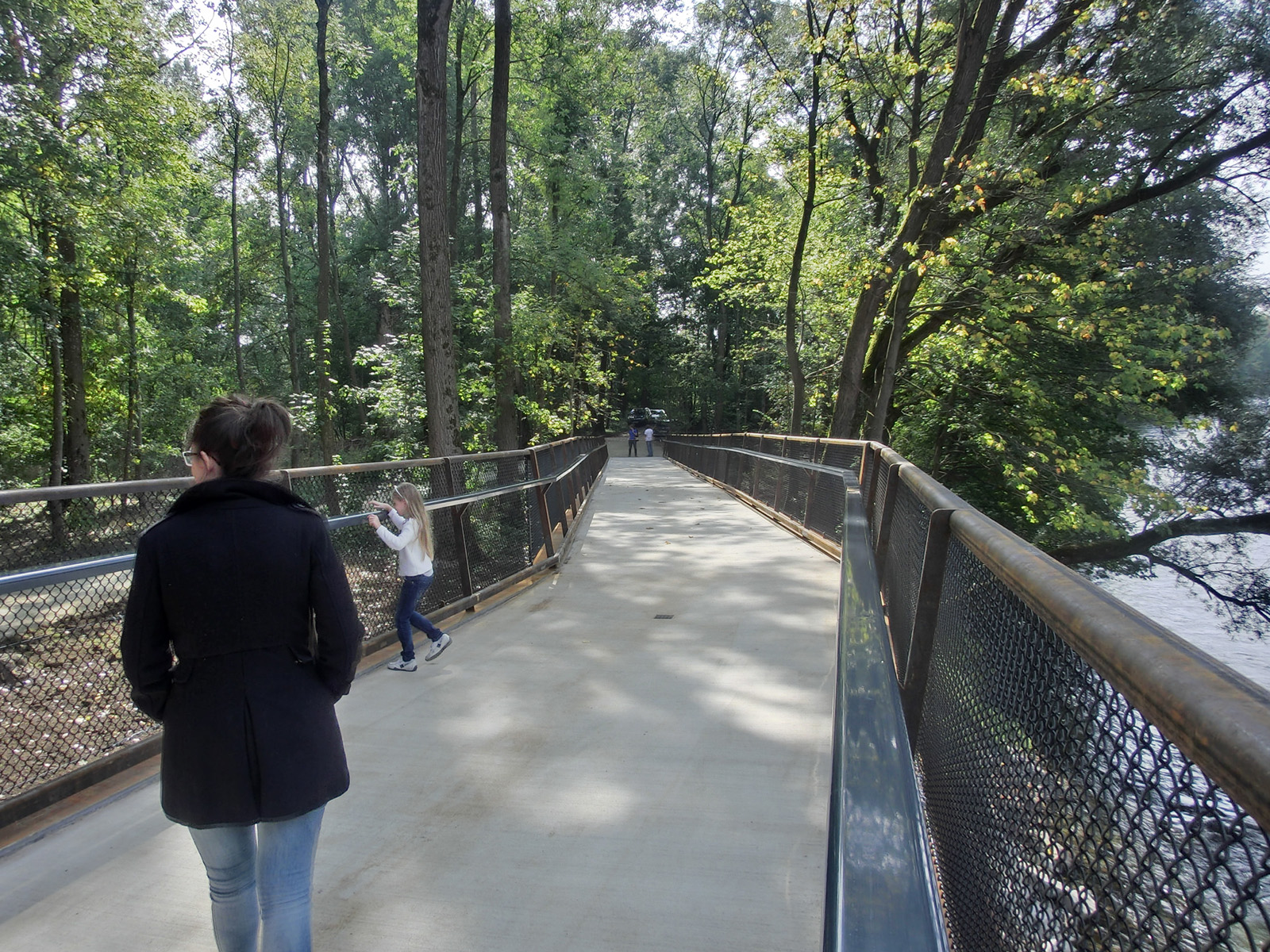
auf dem Steg